# Laurentide Air Service
Laurentide Air Service est l'une des premières compagnies aériennes commerciales au Canada et la première compagnie d'aviation commerciale québécoise. En 1919, l'ère de l'aviation commerciale de brousse débute au Lac-à-la-Tortue, près de Shawinigan, lorsque Stuart Graham pilote avec succès le premier vol de reconnaissance pour la détection d'incendies de forêt au Canada. Ce vol marque une étape importante dans l'utilisation des avions pour la gestion forestière et conduit directement à la création de Laurentide Air Service Ltd.

## Historique

### Origines et premières activités
L'histoire de Laurentide Air Service débute après la Première Guerre mondiale, grâce à l'initiative d'Ellwood Wilson, employé de la Laurentide Pulp & Paper Company, qui entrevoit le potentiel des aéronefs pour l'industrie forestière. En 1919, deux hydravions Curtiss HS-2L, surnommés La Vigilance (immatriculé G-CAAC) et un second appareil (G-CAAD), sont empruntés au gouvernement du Canada pour surveiller les incendies de forêt et réaliser des relevés aériens dans la vallée de la rivière Saint-Maurice,,,. Ces appareils deviennent propriété exclusive de la Laurentide Pulp & Paper Company cette même année, après que d'autres partenaires aient jugé l'opération trop coûteuse.
En 1920, les opérations permettent de détecter 34 incendies et de photographier 543 000 acres de terres forestières. Cependant, en raison des coûts élevés, l’entreprise mère décide en 1921 de cesser ces activités. William Roy Maxwell, alors gestionnaire des opérations, reçoit l'opportunité de reprendre ces dernières. Avec le soutien financier de Thomas Hall, un riche constructeur naval, la compagnie Laurentide Air Service Ltd. est officiellement fondée en 1922,.

### Développement et innovations
Laurentide Air Service se distingue rapidement par ses nombreuses innovations. Elle devient un acteur clé des relevés forestiers et de la photographie aérienne pour le gouvernement de l'Ontario et d'autres clients, accumulant 688 heures de vol dès sa première année. En 1923, la compagnie obtient des contrats exclusifs pour tous les besoins de l'Ontario en matière de travaux aériens liés à la foresterie, déployant douze appareils et employant six pilotes ainsi que cinq ingénieurs agréés.
En 1923, Laurentide Air Service poursuit son expansion en accumulant un total de 1 480 heures et 22 minutes de vol.
En 1924, Laurentide lance le premier service régulier de passagers au Canada entre Haileybury et les champs aurifères de Rouyn dans la province de Québec. Cette même année, elle devient également la première compagnie autorisée à émettre des timbres pour le transport postal aérien. Ces timbres, d'une valeur de 25 cents, marquaient la mention « Special Air Delivery » et garantissaient un service postal régulier pour des régions éloignées,.

### Déclin et fermeture
Malgré ses succès initiaux, Laurentide fait face à une concurrence accrue, notamment de la part du Dominion Aerial Exploration Company. En 1924, un revers majeur survient lorsque le gouvernement de l'Ontario crée son propre service aérien, l'Ontario Provincial Air Service (OPAS). William Roy Maxwell, alors vice-président et directeur général de Laurentide, quitte la compagnie pour devenir le directeur de l'OPAS, emmenant avec lui plusieurs pilotes de Laurentide. Cette perte de personnel clé, combinée à la fin de contrats lucratifs avec l'Ontario, affecte gravement la viabilité financière de l'entreprise.
Les opérations se poursuivent jusqu’en janvier 1925, mais des pertes financières persistantes, aggravées par un accident d'avion, forcent la compagnie à cesser ses activités,,.

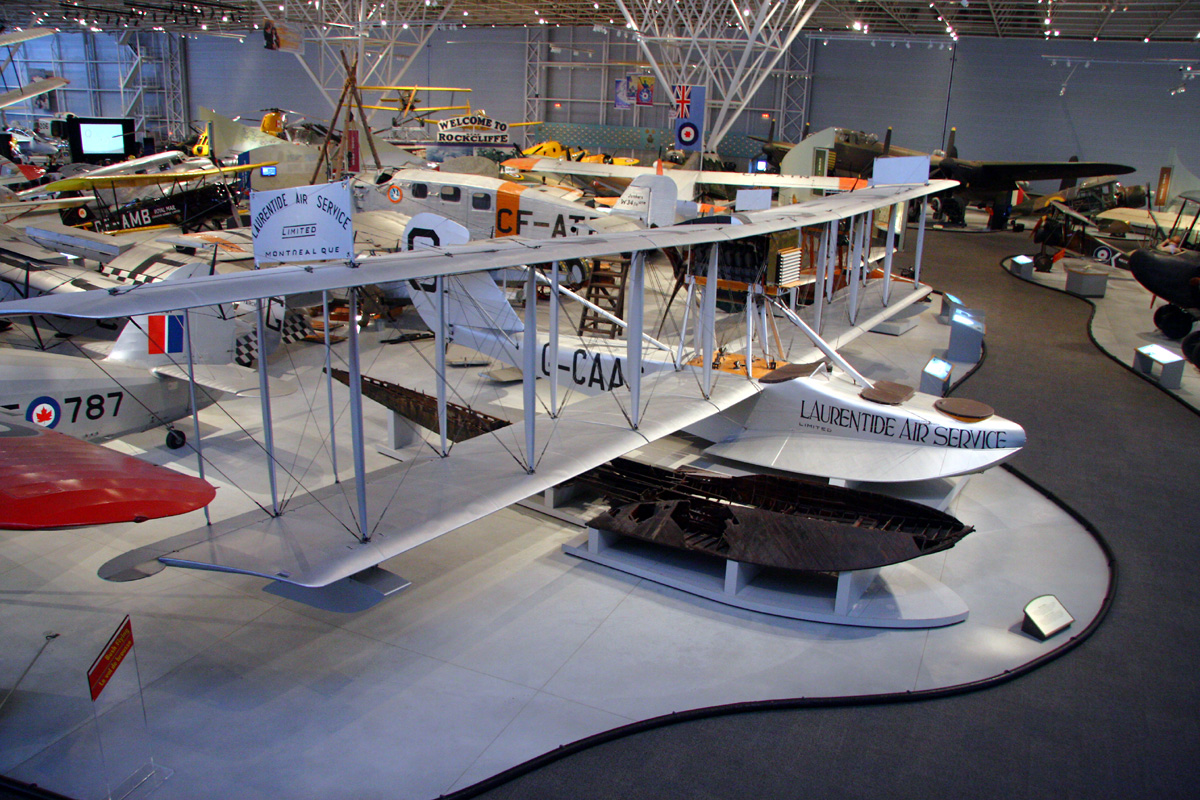
La Vigilance exposée au Musée de l’aviation et de l’espace du Canada

### Héritage
Son rôle pionnier est reconnu par la désignation de l’établissement de l'industrie commerciale de l’aviation de brousse au Canada comme événement historique national en 2005.
La Vigilance, l’un des hydravions utilisés par la compagnie, est aujourd’hui exposé au Musée de l’aviation et de l’espace du Canada à Ottawa,.